# Henryk Segno
Henryk Stanisław Segno (ur. 22 stycznia 1882 w Petersburgu, zm. 21 lipca 1964 w Katowicach) – pilot, pionier polskiego lotnictwa.

## Życiorys
Syn Stanisława i Zofii z domu Wambach. Jego dziadek, Jean de Seguont, był Francuzem i służył w armii Napoleona, po klęsce moskiewskiej osiadł na stałe w Warszawie. Segno zdał maturę w petersburskiej technicznej szkole realnej i rozpoczął studia na Wydziale Mechanicznym Petersburskiego Instytutu Technologicznego.
W 1909 roku, przy pomocy Stefana i Antoniego Knappów, zbudował szybowiec balansjer typu Chanute, na którym jesienią wykonał kilka lotów w Siestrosiecku. Jego działalność została zauważona przez komendanta kronsztackiej twierdzy, który zakazał mu dalszych lotów. W tym samym roku został członkiem aeroklubu petersburskiego i w 1910 roku z Aleksandrem Lebiediewem wyjechał do Francji w celu zakupu samolotów produkcji Farmana. Odwiedził tam fabryki sprzętu lotniczego: Gnome-Rhône, Anzani, Farmana, Blériota i Levavasseura, został przeszkolony jako mechanik lotniczy oraz odbył pierwsze loty jako pasażer samolotu pilotowanego przez Leona Cheuret. Po powrocie do Rosji rozpoczął kurs pilotażu w Gatczynie, który zakończył w maju 1910 roku. 31 sierpnia 1910 roku został mu oficjalnie wręczony dyplom nr 1 pilota Aeroklubu Wszechrosji. Jak wspominał wydanie dyplomu z numerem pierwszym odbyło się nie bez trudności, ponieważ władze Aeroklubu chciały zarezerwować ten dyplom dla Rosjanina. Następnie występował na pokazach lotniczych na torze wyścigowym w Kołomiagi organizowanych przez Borysa Suworina. 29 października został członkiem zwyczajnym Aeroklubu Wszechrosji.
Jesienią 1910 roku miał wypadek podczas lotów w Petersburgu, na skutek którego uszkodził rękę. Podczas przymusowej bezczynności poznał redaktora Zalewskiego z Kuriera Warszawskiego i za jego pośrednictwem nawiązał kontakt z księciem Stanisławem Lubomirskim. Dzięki tej znajomości od listopada 1910 do września 1911 roku pracował jako pierwszy szef pilotażu Warszawskiego Towarzystwa Lotniczego Awiata na lotnisku mokotowskim. Ponadto zajmował się szkoleniem pilotów, zakupem samolotów za granicą oraz brał udział w pokazach lotniczych. W listopadzie 1910 roku wziął udział w pokazach lotniczych w Sosnowcu zorganizowanych przez Polską Macierz Szkolną. Wiosną 1911 roku wyjechał do Wiener Neustadt aby w zakładach Taube przetestować i zakupić produkowany tam samolot. 24 czerwca 1911 roku podczas lotu na samolocie Aviatik-Farman przeżył katastrofę lotniczą, ale wkrótce powrócił do latania. W 1911 roku na drugiej wystawie lotniczej w Petersburgu prezentował wystawiony tam przez Awiatę samolot Etrich carowi Mikołajowi II. Samolot prezentował również w locie podczas pokazów w Kołomagi, co spotkało się z uznaniem emira Buchary Muhammeda Alim Chana. W 1912 roku Segno z tego tytułu otrzymał srebrną gwiazdę III stopnia emira Buchary.
Po zakończeniu pracy w Awiacie wyjechał turystycznie do Francji, gdzie obejrzał wystawę lotniczą oraz odwiedził miejsca w których przebywał w 1910 roku. Powrócił do Petersburga, gdzie zajmował się propagowaniem lotnictwa, m.in. lotami pokazowymi na samolocie Etrich Taube. W 1913 roku miał kolejny wypadek na samolocie Farman, który definitywnie zakończył jego karierę pilota. W czasie I wojny światowej pracował jako sekretarz dyrekcji Rosyjskiego Towarzystwa Akcyjnego w Tallinie.
W czerwcu 1919 roku powrócił do Polski. Był członkiem komisji Ligi Narodów i brał udział w negocjacjach pomiędzy Polską i ZSRS po wojnie polsko-bolszewickiej. Od 1923 roku pracował w Czeladzi w Towarzystwie Akcyjnym „Saturn”, był prezesem Czeladzkiego Klubu Sportowego. Okres okupacji spędził w Czeladzi oraz w Jeziornie, na Śląsk powrócił po zakończeniu wojny. W 1951 roku przeszedł na emeryturę, pracował jako tłumacz przysięgły języka rosyjskiego, niemieckiego, francuskiego i angielskiego. W 1957 roku wyjechał turystycznie do Wielkiej Brytanii, gdzie spotkał się z synem Ludwikiem, byłym żołnierzem Polskich Sił Powietrznych.
Od 1961 roku należał do Klubu Seniorów Lotnictwa Aeroklubu PRL. Wspomnienia ze swego życia opisał w książce Moje wspomnienia lotnicze (w: „Pierwsze skrzydła”, oprac. Eugeniusz Banaszczyk, wyd. 1960). Od 1913 roku był żonaty z Olgą Dukszta-Dukszyńską. Miał córkę Irenę i syna Ludwika.
Zmarł 21 lipca 1964 roku w Katowicach i został tam pochowany na cmentarzu przy ulicy Henryka Sienkiewicza.